# Drumul expres Brăila–Galați
Drumul Expres Brăila-Galați, cu indicativul: DEx6, și denumit:  Siret Expres (pentru că străbate zona vărsării râului Siret în Dunare) este un drum expres aflat în construcție. Acest obiectiv constă în  construirea a 12,29 km de drum expres, la 2 benzi pe fiecare sens de circulație, inclusiv a 3 poduri, 1 pasaj și 2 viaducte. Compania Națională de Administrare a Infrastructurii Rutiere a semnat contractul pentru „Proiectarea și Execuția Drumului Expres Brăila – Galați” cu ASOCIEREA SC SA & PE CONSTRUCT SRL (LIDER DE ASOCIERE) – UMB Spedition – TEHNOSTRADE.